# Gang
A gang a hagyományos többszintes, városi bérházak emeletein található nyitott függőfolyosó.
A közösségi élet fontos színtere, a lakóközösség találkozásának és kommunikációjának alapvető helyszíne. Nevét a németből vettük át, a német szó jelentése többek között „folyosó, tornác”.

## Tévéműsor
Az M1 műsorán kéthetente péntek éjjel jelentkező kulturális, szórakoztató vitaműsor volt, címét a bérházak függőfolyosójáról kapta.
Összesen 15 adás készült el, az első 2004. szeptember 17-én, az utolsó pedig 2005. május 27-én ment adásba.
Résztvevői voltak:
- Barta András műsorvezető
- Fáy Miklós
- Para-Kovács Imre
- Pálinkás Szűcs Róbert
- Jókuti András
- Puzsér Róbert
- Kóczián Péter
- Szily László
- Varga Livius